# 차루오돈
차루오돈(Charruodon)은 브라질 남동부 파라나 분지의 산타 마리아 층(Santa Maria Formation)의 하이퍼오다페돈 페돈 집합지대(Hyperodapedon Assemblage Zone)에서 발견된 키노돈트이다.